# Žiga Jelar
Žiga Jelar, né le 22 octobre 1997, est un sauteur à ski slovène.

## Carrière
Licencié au SK Triglav Kranj, Žiga Jelar prend part à sa première épreuve FIS en 2014, puis de Coupe continentale en 2015.
Il remporte ses premiers titres aux Championnats du monde junior 2017, sur les épreuves par équipes masculine et mixte. Il fait ses débuts en Coupe du monde en février 2016 à Lahti, puis retourne à ce niveau deux ans plus tard, à l'occasion de la Tournée des quatre tremplins où il se classe dans les trente premiers sur chaque concours (17e).
Aux Championnats du monde 2019, pour sa première participation au mondial, il est 23e et 26e en individuel, ainsi que sixième et quatrième par équipes.

## Palmarès

### Championnats du monde
| Épreuve / Édition  | Seefeld 2019 | Oberstdorf 2021 | Planica 2023 |
| Petit tremplin     | 27e          | 28e             | 23e          |
| Grand tremplin     | 23e          | -               | 16e          |
| Par équipes        | 6e           | -               | Or           |
| Par équipes mixtes | 4e           | -               | -            |

### Coupe du monde
- Meilleur classement individuel : 20e en 2022.
- 1 petit globe de cristal :
  - Vainqueur du classement de Vol à Ski 2022.
- 4 podiums  individuel : 1 victoire et 3 deuxièmes places.
- 3 podiums par équipes : 1 victoire, 1 deuxième place et 1 troisième place.
- 1 podium par équipes mixte : 1 deuxième place.
- 1 podium en Super Team : 1 deuxième place.

#### Victoires individuelles
| Année     | Lieu               |
| 2021-2022 | Planica (Slovénie) |

#### Différents classements en Coupe du monde
| Année     | Classement général final |
| 2017-2018 | 44e                      |
| 2018-2019 | 54e                      |
| 2019-2020 | 28e                      |
| 2020-2021 | 25e                      |
| 2021-2022 | 20e                      |
| 2022-2023 | 17e                      |

### Coupe continentale
- 1 victoire.